# 28 State Street
28 State Street es un moderno rascacielos en el barrio Government Center de la ciudad de Boston, en el estado de Massachusetts (Estados Unidos). Construido en 1969, es el decimoctavo edificio más alto de Boston, mide 152 m de altura y alberga 40 pisos. Ha sido conocido como New England Merchants Bank Building y Bank of New England Building. El edificio de Devonshire ocupaba anteriormente este sitio.
El edificio tiene una huella rectangular con un retranqueo cerca del piso superior. La torre no tiene corona y de hecho tiene un techo aplanado.
Fue diseñado por Emery Roth & Sons y Edward Larrabee Barnes Associates y desarrollado por Cabot, Cabot & Forbes.